# Mélo (commune)
Mélo est un village dans le cercle de Kayes dans la région de Kayes au sud-ouest du Mali.